# Mezoskalowy układ konwekcyjny

Animacja radarowa przedstawiająca przejście mezoskalowego układu konwekcyjnego z wbudowaną linią szkwału nad rejonem Nowego Jorku, 7 września 1998, który spowodował szkody o rozmiarach derecho.

Mezoskalowy układ konwekcyjny  (lub Mezoskalowy System Konwekcyjny) (ang. Mesoscale Convective System, MCS) – rozległy układ, który powstaje w wyniku agregacji chmur cumulonimbus, powodując opady na dużych obszarach. Cykl życia układów MCS opisywany jest w trzech fazach: (1) inicjalizacja odizolowanych komórek konwekcyjnych; (2) agregacja, opad, i rozwój rozległych kowadeł chmurowych, (3) zanik systemu. Z tymi fazami zwiazane są różne rozkłady pionowej głębokości układu, różnice w wielkości systemu oraz intensywności opadów w obrębie MCS. Największymi systemami MCS są Rozległe Mezoskalowe Układy Konwekcyjne (ang. Mesoscale Convective Complexes MCC).
|                    | Charakterystyka |
| ------------------ | --- |
| Rozmiar MCC        | A: Temperatura jasnościowa całkowitej pokrywy chmur (ang. cold cloud shield) Tb < 241 K (-32C), obszar ≥ 100 000 km² B: Temperatura jasnościowa obszaru silnej konwekcji (ang. cold core) Tb < 221 K (-52C), obszar ≥ 50 000 km² |
| Inicjalizacja      | Warunki A i B są spełnione |
| Maksymalny rozmiar | Kiedy kryterium A osiąga maksimum |
| Czas trwania MCC   | ≥ 6 godzin |
| Kształt            | Ekscentryczność układu: ≥ 0,7 |
| Zanik MCC          | Rozmiar nie spełnia kryterium A i B |

|                    | Charakterystyka |
| ------------------ | --- |
| Rozmiar MCS        | A: Temperatura jasnościowa całkowitej pokrywy chmur (ang. cold cloud shield) Tb < 241 K (-32C), obszar ≥ 40 000 km² |
| Inicjalizacja      | Warunek A jest spełniony                                                                                            |
| Maksymalny rozmiar | Kiedy kryterium A osiąga maksimum                                                                                   |
| Czas trwania MCS   | ≥ 4 godzin |
| Zanik MCS          | Rozmiar nie spełnia kryterium A                                                                                     |

Rozległe Mezoskalowe Układy Konwekcyjne (MCC) są definiowane poprzez zestaw kryteriów opisujących ich rozmiar, czas trwania, kształt oraz procesy inicjalizacji i zaniku. Rozmiar MCC jest określony dwoma parametrami: całkowita pokrywa chmur musi mieć temperaturę jasnościową poniżej 241 K (-32°C) i obejmować co najmniej 100 000 km² (kryterium A), natomiast obszar intensywnej konwekcji musi charakteryzować się temperaturą jasnościową poniżej 221 K (-52°C) na powierzchni co najmniej 50 000 km² (kryterium B). Układ jest klasyfikowany jako MCC, gdy oba te warunki są spełnione, co oznacza osiągnięcie odpowiedniej skali i intensywności systemu. MCC osiąga maksymalny rozmiar, gdy obszar spełniający kryterium A jest największy. Aby system mógł zostać zaklasyfikowany jako MCC, musi trwać co najmniej 6 godzin. Dodatkowo układ musi mieć ekscentryczność wynoszącą co najmniej 0,7, co oznacza, że jego kształt jest stosunkowo zwarty i eliptyczny. Zanik MCC następuje, gdy system przestaje spełniać kryteria A i B. Rozległe Mezoskalowe Uklady Konwekcyjne (MCC) są największymi z Mezoskalowych Układów Konwekcyjnych (MCS) ale podobne kryteria stosuje się dla mniejszych MCS. 

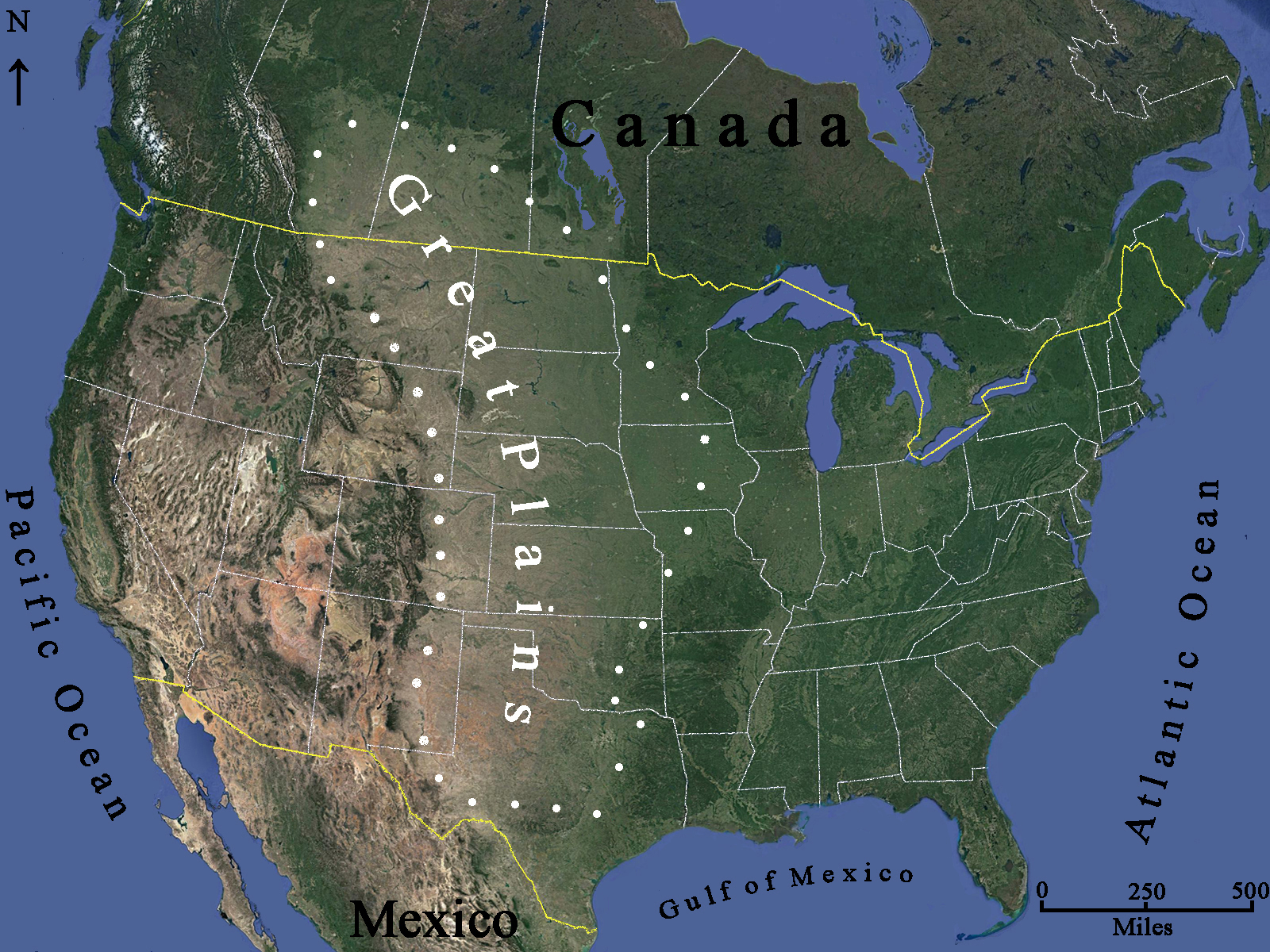
Położenie geograficzne Wielkiej Równiny w stanach Zjednoczonych i Kanadzie. Widać też pólnocno-południowe rozmieszczenie Gór Skalistych, które mogą blokować i sterować niskopoziomowy prąd strumieniowy z Zatoki Meksykańskiej GPLLJ

## Umiarkowane szerokości geograficzne
Mesoskalowe Układy Konwekcyjne są systemami pogodowymi, które w szerokościach umiarkowanych zależą od systemów synoptycznych, takich jak fronty czy prądy strumieniowe.  

### Rola prądów barierowych
Rozległe Mesoskalowe Układy Konwekcyjne są zjawiskami często obserwowanymi w średnich szerokościach geograficznych, gdzie istotną rolę w ich inicjalizacji odgrywają niskopoziomowe prądy strumieniowe (ang. Low-Level Jet). Prądy te można zaobserwować na zdjęciach satelitarnych jeszcze przed rozpoczęciem konwekcji, szczególnie w postaci konwekcyjnych rolek chmurowych widocznych w świetle widzialnym.  
- Prąd barierowy tworzy się na niskich poziomach atmosfery w pobliżu łańcuchów górskich, gdzie ukształtowanie terenu wymusza jego przebieg równoległy do gór. W regionie Wielkich Równin w Ameryce Północnej kluczową rolę odgrywa południowy niskopoziomowy prąd strumieniowy, znany jako GPLLJ (ang. Great Plains Low-Level Jet). Transportuje on ciepłe i wilgotne powietrze z Zatoki Meksykańskiej w kierunku Gór Skalistych, wspierając powstawanie MCC, szczególnie wiosną i jesienią. Wiosenne MCC charakteryzują się rozległymi opadami warstwowymi i intensywnym deszczem, podczas gdy letnie MCC mają mniejszy zasięg, lecz generują bardziej dynamiczne zjawiska konwekcyjne. Na Wielkich Równinach MCC stanowią główne źródło ekstremalnych opadów w sezonie letnim, przyczyniając się również do występowania powodzi, tornad i innych groźnych zjawisk atmosferycznych.
- W Ameryce Południowej analogiczną rolę pełni SALLJ (ang. Southern American Low-Level Jet), który przenosi wilgotne powietrze z Amazonii w stronę Andów. Pomaga to rozwojowi MCC w regionach wschodnich Andów, takich jak równiny centralnej Argentyny. Procesy te są wzmacniane przez zjawiska synoptyczne, w tym cyklogeneza u podnóża gór, oraz dzienne cykle termiczne, które wpływają na konwekcję w godzinach wieczornych[1].

### Powodzie
Oba systemy – GPLLJ w Ameryce Północnej i SALLJ w Ameryce Południowej – odgrywają kluczową rolę w kształtowaniu ekstremalnych zjawisk pogodowych związanych z MCC, takich jak ulewy czy silne wiatry.

## Tropiki
Mesoskalowe Układy Konwekcyjne (MCS) są często obserwowane w tropikach, szczególnie nad ciepłą wodą Indo-Pacyfiku, w pobliżu międzyzwrotnikowej strefy konwergencji (ITCZ), w tropikalnej Afryce oraz w regionie Amazonii. Pomiary opadów satelitarnych, zwłaszcza z misji Tropical Rainfall Measurement Mission (TRMM), szacują, że wszystkie MCS-y (czyli łącznie z MCC)  odpowiadają za połowę opadów tropikalnych, a w niektórych regionach i porach roku – za ponad 80% opadów na lądzie.
Natomiast same Rozległe Mezoskalowe Układy Konwekcyjne (MCC) mają mniejszy wpływ na frakcję opadu w tropikach, ale nadal dochodzącą do około 20%. Tropikalne uklady konwekcyjne mają też cykl dobowy i wiele systemów wpływa na powodzie.

## Europa
Opublikowano m.in. 10-letnią klimatologię MCS w Polsce opartą na danych radarowych oraz satelitarną klimatologię MCS-ów w Europie. 

## Bazy danych
Istnieją globalne dane trajektorii MCS-ów PyFLEXTRKR oparte na danych z Global Precipitation Measurement. W tej bazie danych MCS w wersji V2 (czerwiec 2000 – grudzień 2020) dostępne są dwa zestawy plików w formacie netCDF:  Pierwszy zestaw zawiera statystyki dotyczące trajektorii MCS takie jak czas, położenie, czas trwania, rozmiar, statystyki opadów oraz ruch systemów konwekcyjnych. Drugi zestaw obejmuje dane zawierające pełne informacje o temperaturze jasności (Tb) i opadach na siatce o rozdzielczości 0,1 stopnia i godzinowym kroku czasowym. 
Położenie środków Mezoskalowych Systemów Konwekcyjnych (MCS), wyznaczających ich trajektorie,  może znacznie się różnić w czasie, głównie z powodu zmian morfologicznych kształtu tych układów. Zjawisko to jest szczególnie widoczne w regionach o dużej liczbie jednocześnie występujących MCS-ów, takich jak Archipelag Malajski, gdzie częste łączenia i podziały systemów utrudniają analizę.
Zaleca się wtedy wykorzystanie analiz satelitarnych (m.in. temperatura jasności w podczerwieni, opady) aby uzyskać dokładniejsze zrozumienie trajektorii tych układów. 